# 1 Dywizja Piechoty (austro-węgierska)
1 Dywizja Piechoty (1. ITDiv.) – wielka jednostka piechoty cesarskiej i królewskiej Armii.

## Historia dywizji
W 1867 roku I Dywizja niem. I. Truppen-Division z komendą w Wiedniu była podporządkowana Generalnej Komendzie w Wiedniu właściwej dla terytorium Dolnej i Górnej Austrii, Salzburga, Moraw i Śląska. W skład dywizji wchodziły:
- 1. Brygada (42. Pułk Piechoty w Wiedniu, 73. Pułk Piechoty w Wiedniu, 25. Batalion Strzelców Polowych w Langenlois i Pułk Inżynieryjny Nr 2 w Krems),
- 2. Brygada (67. Pułk Piechoty w Wiedniu i 68. Pułk Piechoty w Wiedniu),
- 3. Brygada (2. Pułk Dragonów w Wiedniu, 9. Pułk Huzarów w Wiedniu, 3. Batalion Tyrolskiego Pułku Strzelców w Laxenburgu i 27. Batalion Strzelców Polowych w Mauer)[1].

Od 1878 roku dywizja okupowała terytorium Bośni i Hercegowiny. Początkowo podlegała FZM Wilhelmowi Wirtemberskiemu, generałowi komenderującemu i szefowi krajowego rządu w Bośni i Hercegowinie z siedzibą w Sarajewie.
Organizacja pokojowa dywizji w latach 1889–1897
- Komenda 1 Dywizji Piechoty w Sarajewie,
- 1 Brygada Piechoty w Pljevlji,
- 2 Brygada Piechoty w Sarajewie,
- 7 Brygada Górska w Sarajewie,
- 8 Brygada Górska w Fočy[2][3][4].

W 1897 roku w skład dywizji została włączona 39 Brygada Piechoty w Tuzli (ówcześnie Dolnja Tuzla), która dotychczas była bezpośrednio podporządkowana komendantowi 15 Korpusu.
W 1901 roku dokonano zmian w składzie dywizji. Włączono do niej 40 Brygadę Piechoty w Banja Luce, która dotychczas była bezpośrednio podporządkowana komendantowi 15 Korpusu, natomiast wyłączono 1 Brygadę Piechoty w Pljevlji i oddano do dyspozycji komendanta 15 Korpusu.
Organizacja pokojowa dywizji w latach 1901–1904
- Komenda 1 Dywizji Piechoty w Sarajewie,
- 2 Brygada Piechoty w Sarajewie,
- 39 Brygada Piechoty w Tuzli,
- 40 Brygada Piechoty w Banja Luce,
- 7 Brygada Górska w Sarajewie,
- 8 Brygada Górska w Fočy[7].

W 1904 roku przeprowadzono kolejną reorganizację dywizji, w ramach której:
- 2 Brygada Piechoty w Sarajewie została przemianowana na 10 Brygadę Górską,
- 39 Brygada Piechoty w Tuzli została przemianowana na 11 Brygadę Górską,
- 40 Brygada Piechoty w Banja Luce została przemianowana na 12 Brygadę Górską.

Pozostająca w dyspozycji komendanta 15 Korpusu 1 Brygada Piechoty w Pljevlji została przemianowana na 9 Brygadę Górską i włączona w skład dywizji.
Organizacja pokojowa dywizji w latach 1904–1908
- Komenda 1 Dywizji Piechoty w Sarajewie,
- 7 Brygada Górska w Sarajewie,
- 8 Brygada Górska w Fočy,
- 9 Brygada Górska w Pljevlji,
- 10 Brygada Górska w Sarajewie,
- 11 Brygada Górska w Tuzli,
- 12 Brygada Górska w Banja Luce[9].

W 1908 roku 11 i 12 Brygady Górskie zostały podporządkowane komendantowi nowo utworzonej 48 Dywizji Piechoty w Banja Luce.
Organizacja pokojowa dywizji w 1909 roku
- Komenda 1 Dywizji Piechoty w Sarajewie,
- 7 Brygada Górska w Višegradzie,
- 8 Brygada Górska w Fočy,
- 9 Brygada Górska w Sarajewie,
- 10 Brygada Górska w Sarajewie,
- 1 szwadron Pułku Ułanów Nr 12[11].

W tym samym roku 8 i 10 Brygady Górskie zostały podporządkowane komendantowi 48 Dywizji Piechoty.
Organizacja pokojowa dywizji w latach 1909–1913
- Komenda 1 Dywizji Piechoty w Sarajewie,
- 7 Brygada Górska w Višegradzie,
- 9 Brygada Górska w Sarajewie,
- 1. dywizjon armat górskich w Višegradzie i dywizjon haubic górskich w Sarajewie należące do Pułku Artylerii Górskiej Nr 4[12][13][14][15].

1 marca 1913 roku dotychczasowy Pułk Artylerii Górskiej Nr 4 został rozformowany. W tym samym roku komendantowi dywizji ponownie podporządkowano 8 Brygadę Górską w Fočy, która dotychczas wchodziła w skład 48 Dywizji Piechoty.
Organizacja pokojowa dywizji w 1914 roku
- Komenda 1 Dywizji Piechoty w Sarajewie,
- 7 Brygada Górska w Višegradzie,
- 8 Brygada Górska w Fočy,
- 9 Brygada Górska w Sarajewie[16].

## Komendanci dywizji
- FML Joseph Philippović von Philippsberg (1867)
- GM Wolfgang Gottfried Leopold von Auersperg (1871 – 1876 → komendant 3 Dywizji Piechoty)
- GM Karl von Bienerth (1876 – 1878 → komendant 2 Dywizji Piechoty)
- FML Josef Aloys Vécsey de Vécse et Böröllyö-Iságfa (1878 – 1879 → komendant 3 Dywizji Piechoty)
- FML Gustav von König (1879 – 1881 → komendant 29 Dywizji Piechoty)
- FML Joseph von Némethy (1881 – 1 IX 1882 → stan spoczynku)
- GM Theodor Braumüller von Tannbruck (1882 – 1883 → komendant 32 Dywizji Piechoty)
- GM / FML Anton Mayer von Monte arabico (1883 – 1 VIII 1886 → stan spoczynku)
- GM Anton Galgótzy (1886 – 1887 → zastępca szefa Sztabu Generalnego)
- GM / FML Hermann Bordolo von Boreo (1887 – 1889 → komendant 30 Dywizji Piechoty)
- GM / FML Franz von Jaeger (1889 – 1891 → komendant 25 Dywizji Piechoty)
- FML Leopold von Gustas (1891 – 1 V 1897 → urlopowany)
- FML Ferdinand von Schkrobanek (1897[5] – 1899 → urlopowany)
- FML Rudolf Laban von Váralja (1899 – 1900 → urlopowany)
- FML Hugo Conte Corti alle catene (1900 – 1903 → komendant 9 Dywizji Piechoty)
- FML Liborius von Frank (1903 – 1908 → komendant 7 Korpus)
- FML Michael von Appel (1908 – 1911 → komendant 15 Korpusu)
- FML Karl von Kogutowicz (1911 – 1 IX 1913 → stan spoczynku)
- FML Ignaz Trollmann von Lovcenberg (1913 – VIII 1914[16] → komendant 18 Dywizji Piechoty)
- FML Stephan Bogat von Kostanjevac (VIII 1914 – X 1915[17] )
- FML Ignaz Schmidt Edler von Fussina (X 1915 – IV 1917[17] )
- FML Joseph Metzger (V 1917 – XI 1918[17] )